# Casale (Armento)
Casale di Armento è un borgo annoverabile tra le città fantasma in Italia. Situato nella provincia di Potenza, in Basilicata, fu danneggiato dal violento terremoto del 1857 che causò 31 vittime e danni estesi in tutta la regione. La struttura più rappresentativa è il Castello, posto all'estremità sud-est. Denominato come Palazzo Terenzio, è caratterizzato da quattro fasi di vita:

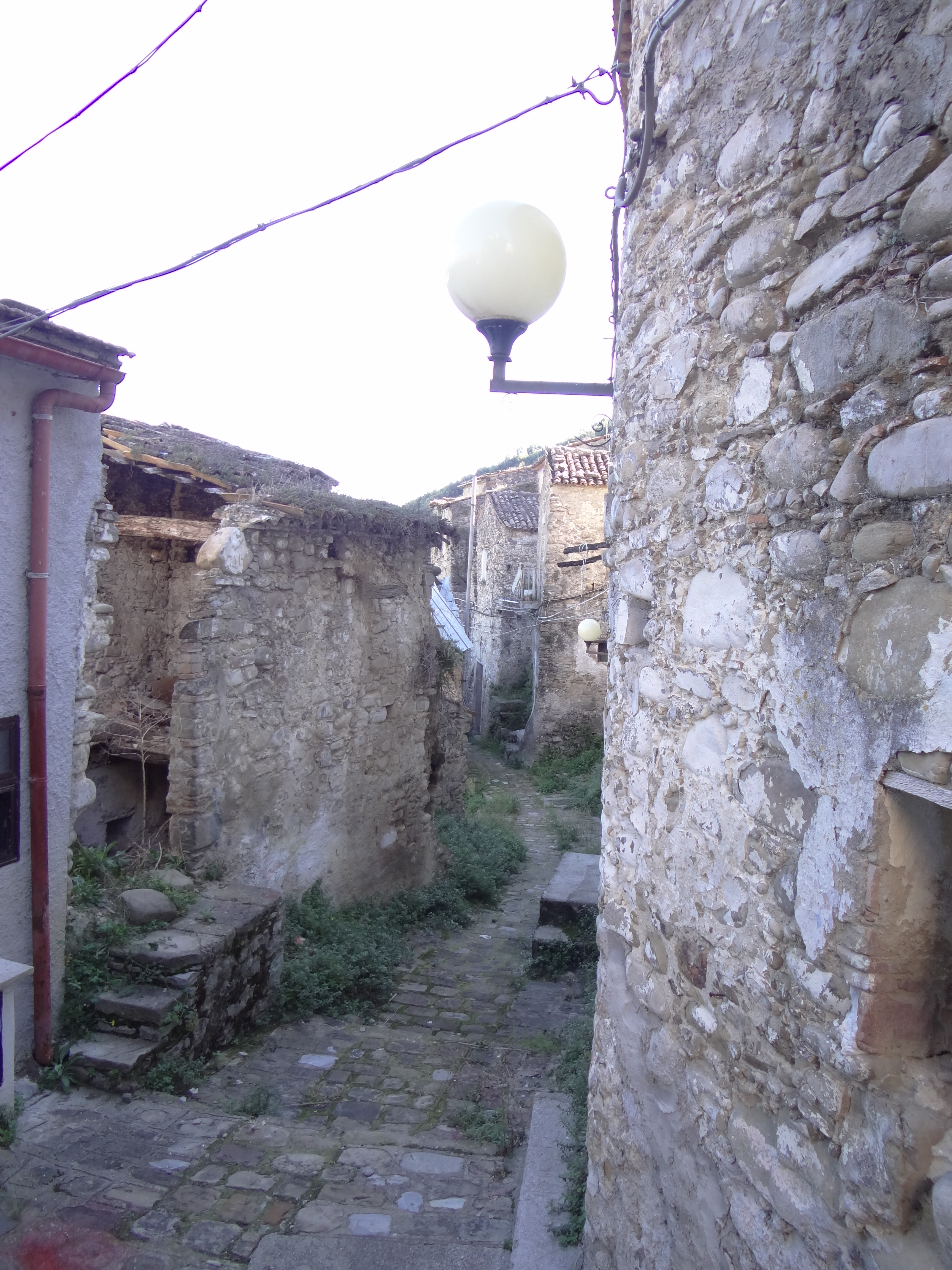
Particolare di una strada del borgo abbandonato del Casale di Armento

- fase normanno-sveva, databile tra il XII e il XIII secolo, con l'edificazione di una cinta muraria sul lato sud-ovest;
- fase angioina, inquadrabile cronologicamente nel XIV secolo, con l'innalzamento di una torre;
- fase aragonese, del XV secolo, con il rifacimento del torrione centrale e la realizzazione di un altro lungo il lato nord-est;
- ultima fase, collocabile dopo il terremoto del 1857, con l'utilizzo della cosiddetta tecnica delle "civate", contraddistinta da una pietra più grande posta al centro e diversi sassolini collocati intorno).

Nel 2013, il regista Michelangelo Frammartino lo ha scelto come set per il suo cortometraggio Alberi.
Il Casale di Armento è considerato una delle città fantasma lucane, insieme a Craco ed Alianello.